# 高雄市旗美社區大學
高雄市旗美社區大學，簡稱旗美社大，成立於西元2001年，為臺灣第一所農村型社區大學，其成立宗旨為培力與陪伴農村居民，在農村進行一場學習運動。

## 歷史
高雄市旗美社區大學的前身為高雄縣社區大學。西元2000年下半年，高雄縣政府決定試辦社區大學，位於美濃的財團法人鍾理和文教基金會便著手進行規劃事宜，並於同年的12月透過公開招標，取得委辦經營權。2001年3月3日，旗美社大正式開學，是臺灣第一所「農村型社區大學」，由鍾鐵民先生擔任創校校長（最初職稱為主任）。2003年學區調整為旗美九鄉鎮。2011年9月，基金會董事長暨文學家曾貴海醫師繼任；2015年6月，由原社大主任張正揚接任校長一職。
旗美社大服務區域包含旗山、美濃、內門、杉林、甲仙、六龜、桃源、茂林、那瑪夏等九個鄉鎮區，自高山到平地皆為學區，學區內住民職業以第一級產業為主。社大創立之初，工作幹部多來自美濃愛鄉協進會。做為一所「農村型社區大學」，旗美社大透過各種課程的開設，為農村的居民們提供學習機會。為了開出能夠回應農村需求的課程，旗美社大以「向農村學習，在農村學習」做為工作方法，課程的規劃與經營融入當地脈絡，而非單向地向農村地區「灌輸課程」，並將教室送到家門口。此種融入當地脈絡的意識，表現於旗美社大的諸多制度，例如超過八成以上的分班位於校本部以外的社區中。農村型社區大學在辦學經驗上並無可供學習的對象，亦無可以直接沿襲的案例，因此旗美社大的辦學定位和方法，可以說是一個動態的、連續摸索的過程。

## 外部連結
- 高雄市旗美社區大學官網 （页面存档备份，存于）